# Justus-von-Liebig-Preis für Welternährung
Der Justus-von-Liebig-Preis war der erste Preis nach dem Zweiten Weltkrieg, der von der Alfred Toepfer Stiftung F. V. S. verliehen wurde. Benannt war er nach dem deutschen Chemiker Justus Liebig (1803–1873) und gestiftet wurde er vom Hamburger Kaufmann, Landwirt und Ehrenbürger Alfred Toepfer, der 1931 die Stiftung F.V.S. in Hamburg gründete und ab den sechziger Jahren zu internationalem Ansehen führte. Seit 2007 wird er alle zwei Jahre als Justus-von-Liebig-Preis für Welternährung verliehen, inzwischen von der Stiftung fiat panis.

## Geschichte
Mit dem von 1949 bis 2006 von der Stiftung F.V.S. zur Verfügung gestellten Preis wurden alljährlich Persönlichkeiten oder Vereinigungen ausgezeichnet, die sich um die Landwirtschaft Europas auf wissenschaftlichem Gebiet oder in der Praxis besonders verdient gemacht haben. 1949 stand noch die Ernährungslage in Deutschland im Blickpunkt, später war es die Welternährungslage, die als Kriterium für die Preisverleihung zum Tragen kam.
Der Justus von Liebig-Preis wurde 2006 zum letzten Mal von der Toepfer-Stiftung verliehen. Ab 2007 wurde er durch den Alfred-Toepfer-Preis abgelöst, der innovative oder beispielhafte Forschungs- oder Arbeitsansätze auf den Gebieten Naturschutz, Landwirtschaft, agrarwissenschaftliche Forschung und Forstwirtschaft auszeichnen soll.

## Zielsetzung
Ab dem Jahr 2007 führte die Vater und Sohn Eiselen-Stiftung Ausschreibung und Verleihung des Preises weiter. Ausgezeichnet werden ohne nationale oder sonstige Beschränkungen Personen für eine Einzel- oder Lebensleistung, die einen herausragenden Beitrag zur Verbesserung der Welternährung oder zur Linderung der Folgen von Mangel- und Fehlernährung oder zur Verbesserung der Lebensverhältnisse der ländlichen Bevölkerung in Mangelländern bei gleichzeitiger Schonung der Umwelt und der natürlichen Ressourcen geleistet haben. Mit der veränderten Zielsetzung wurde der Name in Justus von Liebig-Preis für Welternährung geändert.
Erstmals verlieh die Eiselen-Stiftung Ulm 2009 den Justus-von-Liebig-Preis für Welternährung für die herausragende Leistung im Einsatz gegen Hunger und ländliche Armut an den Kenianer Godrick Khisa. Er wurde ausgezeichnet für die erfolgreiche Umsetzung des „Farmer Field School“-Konzepts in seinem Heimatland. Mit seiner praktischen landwirtschaftlichen Beratung leistet er vor Ort effektive Hilfe zur Selbsthilfe und legt den Grundstein für eine verbesserte Produktivität der kleinbäuerlichen Landwirtschaft.
Im Jahr 2000 gründete Hermann Eiselen die Stiftung fiat panis als gemeinnützige Stiftung bürgerlichen Rechts, die im Januar 2010 die Aufgaben der Forschungsförderung und damit auch die Ausschreibung dieses Preises von der Eiselen-Stiftung übernommen hat.

## Ausstattung
Der Justus-von-Liebig-Preis war mit 15.000 Euro ausgestattet und wurde von der Stiftung im jährlichen Wechsel mit der Johann-Heinrich-von Thünen-Medaille in Gold zur Verfügung gestellt. Traditionell wurden beide Auszeichnungen durch den Dekan der Agrarwissenschaftlichen Fakultät der Christian-Albrechts-Universität in Kiel verliehen.
Außerdem beinhaltete der Preis zwei Forschungsstipendien zu jeweils 3.000 Euro für Studierende der Landwirtschaft. Das Kuratorium holte dazu jährlich abwechselnd von zwei Hochschulen entsprechende Vorschläge ein.
Seit 2009 wird der erweiterte Preis alle zwei Jahre verliehen. Der Preis ist mit 25.000 Euro dotiert und wird grundsätzlich ungeteilt verliehen.

## Träger (Auswahl)
- 1949/1950: Theodor Roemer, Halle und Carl Heinz Dencker, Bonn
- 1951: Emil Alfeld, Neckarelz (Württemberg)
- 1952: Walter Laube, Göttingen, früher Petkus (Mark)
- 1953: August Block, Minister a. D., Rittergut Banteln und Richard von Flemming, Präsident a. D., Uelzen, früher Paatzig (Pommern)
- 1954: Walter Kubiëna, Wien (Österreich)
- 1955: Peter Rasmussen, Landwirt, Apenrade (Dänemark)
- 1956: Ernst Klapp, Bonn
- 1957: Ludwig-Wilhelm Ries, Michelstadt
- 1958: Walter Wittich, Hann. Münden
- 1959: Hans Lembke, Rostock und Otto Bolten, Rothenstein (Kreis Rendsburg-Eckernförde)
- 1960: Arthur Hanau, Göttingen und Roderich Plate, Stuttgart-Hohenheim
- 1961: Hans-Ulrich von Oertzen, Bad Godesberg
- 1962: P.B. de Boer, Stiens (Holland) und Ian D. Hamilton, Barsebäck (Schweden)
- 1963: Bernard Poullain, La Queue-lès-Yvelines (Frankreich) und Bernhard Rademacher, Stuttgart-Hohenheim
- 1964: Walter Mader, Bruck a. d. Leitha (Österreich) und Fritz Schilke Hamburg
- 1965: Giovanni Haussmann, Lodi (Italien) und Constantin von Dietze, Freiburg i. Br.
- 1968: Paul Rintelen, Freising-Weihenstephan
- 1970: Georg Blohm
- 1972: Harald Skjervold, As-Akershus, (Norwegen)
- 1979: Cooperativa de Explotacion San Antonio Abad, Milagros b. Burgos (Spanien) und Albert Huber, Landwirt, Aue, Düsseldorf
- 1980: Werner Koch
- 1994: Alfred Petautschnig, Hatzendorf (Österreich) und Michael Horsch, Schwandorf (Oberpfalz)
- 1996: Günter Flessner, Minister a. D., Dersau
- 1998: Christian Zeeck, Uelzen
- 2000: Rainer Latten, Bonn
- 2002: Peter Glodek, Göttingen
- 2004: Zoltan Bedö, Martonvasar, Ungarn[3]
- 2006: Johan van Arendonk, Universität Wageningen

Justus-von-Liebig-Preis für Welternährung
- 2009: Godrick Khisa, Kenia
- 2011: Joachim von Braun
- 2013: Zhu Ling, China
- 2015: Eva und Fred Weltzien-Rattunde, Niger
- 2017: Hans Konrad Biesalski, Stuttgart-Hohenheim
- 2019: Achim Dobermann
- 2022: Louise O. Fresco
- 2024: Agnes Kalibata[4]